# چاه دشت محمدخان ۹
چاه دشت محمدخان ۹ نام آبادی ای است در استان خراسان رضوی، شهرستان بردسکن، بخش انابد، دهستان صحرا.

## جمعیت
بر اساس سرشماری سال ۱۳۸۵ جمعیت آن ۳۱ نفر با ۴ خانوار بوده‌است.